# 湯原かの子
湯原 かの子（ゆはら かのこ、1948年 - ）は、日本のフランス文学者、伝記作家。

## 来歴
1971年上智大学文学部フランス文学科卒業後、上智大学大学院及び九州大学大学院を経て、1984年にパリ第4大学（ソルボンヌ校）第三課程博士号、1999年に同大学新制度博士号を取得。
1987年活水女子短期大学専任講師、1989年助教授、1994年活水女子大学助教授、1998年淑徳大学教授。2007年、同大学退職。

## 著書
- 『カミーユ・クローデル 極限の愛を生きて』（朝日新聞社） 1988、朝日文庫 1992
- 『ゴーギャン 芸術・楽園・イヴ』（講談社選書メチエ） 1995
- 『絵のなかの魂 評伝・田中一村』（新潮社） 2001、新潮選書 2006
- 『高村光太郎 智恵子と遊ぶ夢幻の生』（ミネルヴァ書房、日本評伝選） 2003
- 『藤田嗣治 パリからの恋文』（新潮社） 2006

## 翻訳
- 『夢療法入門 心理療法におけるメンタル・イメージ』（R・フレティニ, A・ヴィレル、渡辺寛美共訳、金剛出版） 1986
- 『カミーユ・クローデル 天才は鏡のごとく』（レーヌ＝マリー・パリス, エレーヌ・ピネ、監修、南條郁子訳、創元社、「知の再発見」双書）2005
- 『その女の名はロジィ ポール・クローデルの情熱と受苦』（テレーズ・ムールヴァ、原書房） 2011
- 『ウーリカ ある黒人娘の恋』（クレール・ド・デュラス夫人、水声社） 2014
- 『レメディオス・バロ 絵画のエクリチュール・フェミニン』（カトリーヌ・ガルシア、水声社） 2014
- 『デルフィーヌの友情』（デルフィーヌ・ド・ヴィガン、水声社、フィクションの楽しみ） 2017
- 『子供時代』（ナタリー・サロート、幻戯書房、ルリユール叢書）2020

## 参考
- J-GLOBAL
- 二人のクローデル展